# Jeff
Jeff – album studyjny brytyjskiego muzyka Jeffa Becka. Wydawnictwo ukazało się 5 sierpnia 2003 roku nakładem wytwórni muzycznej Epic Records. Nagrania zostały zarejestrowane w Cell Labs w Nowym Jorku, FRS, Metropolis Studios w Londynie, Apollo Control oraz BFD Studios. Produkcji podjęli się sam Jeff Beck, a także Andy Wright, Apollo 440, Me One oraz Dean Garcia.

## Lista utworów
Opracowano na podstawie materiału źródłowego.
| Nr  | Tytuł utworu                       | Autorzy                                                            | Długość |
| --- | ---------------------------------- | ------------------------------------------------------------------ | ------- |
| 1.  | „So What”                          | Dean Garcia, Jeff Beck                                             | 4:19    |
| 2.  | „Plan B”                           | Ron Aslan, Simon White, Beck, David Torn                           | 4:49    |
| 3.  | „Pork-U-Pine”                      | Beck, Andy Wright, Paul Holroyde                                   | 4:06    |
| 4.  | „Seasons”                          | Ishmael Butler, Craig Irving, Maryann Viera, Syze-up, Beck, Wright | 3:48    |
| 5.  | „Trouble Man”                      | Beck, Garcia, Wright                                               | 3:34    |
| 6.  | „Grease Monkey”                    | Howard Gray, Trevor Gray, Noko Fisher-Jones, Beck                  | 3:34    |
| 7.  | „Hot Rod Honeymoon”                | H. Gray, T. Gray, Fisher-Jones, Beck                               | 3:33    |
| 8.  | „Line Dancing with Monkeys”        | Aslan, White, Torn                                                 | 5:18    |
| 9.  | „JB's Blues”                       | Garcia, Beck                                                       | 4:20    |
| 10. | „Pay Me No Mind (Jeff Beck Remix)” | Me One, Beck                                                       | 3:18    |
| 11. | „My Thing”                         | Beck, Nancy Sorrell, Wright                                        | 4:10    |
| 12. | „Bulgaria”                         | trad., arr. Beck, Wright                                           | 2:00    |
| 13. | „Why Lord Oh Why?”                 | Tony Hymas                                                         | 4:41    |
|     |                                    |                                                                    | 51:30   |

## Listy sprzedaży
| Lista         | Kraj              | Pozycja |
| ------------- | ----------------- | ------- |
| Billboard 200 | Stany Zjednoczone | 122     |
| SNEP          | Francja           | 92      |